# Natação nos Jogos Pan-Americanos de 2023 - 200 m peito masculino
A competição de 200 m peito masculino da natação nos Jogos Pan-Americanos de 2023 foi disputada em 23 de outubro no Centro Acuático Estadio Nacional, em Santiago, no Chile. No total, competiram 25 atletas de 18 Comitês Olímpicos Nacionais (CON).

## Calendário
Horário local (UTC-4).
| Data          | Horário | Fase          |
| ------------- | ------- | ------------- |
| 23 de outubro | 09:29   | Eliminatórias |
| 23 de outubro | 16:35   | Final B       |
| 23 de outubro | 16:42   | Final A       |

## Medalhistas
| Ouro   | USA Jacob Foster       |
| Prata  | CAN Brayden Taivassalo |
| Bronze | MEX Andrés Bustamante  |

## Recordes
Antes desta competição, os recordes mundiais e dos Jogos Pan-Americanos da prova eram os seguintes:
| Tipo                             | Atleta          | Tempo   | Local   | Data                |
| -------------------------------- | --------------- | ------- | ------- | ------------------- |
|                                  | CHN Haiyang Qin | 2m05s48 | Fukuoka | 28 de julho de 2023 |
| Recorde dos Jogos Pan-Americanos | USA Will Lincon | 2m07s62 | Lima    | 8 de agosto de 2019 |

## Resultados

### Eliminatórias
Qualificação: Os oito mais rápidos (QA) qualificam-se para a final A e os próximos oito mais rápidos (QB) qualificam-se para a final B.
As eliminatórias foram realizadas em 23 de outubro.
| Pos. | Bateria | Raia | Atleta                 | Nacionalidade                       | Tempo   | Notas |
| ---- | ------- | ---- | ---------------------- | ----------------------------------- | ------- | ----- |
| 1    | 4       | 4    | Jacob Foster           | USA Estados Unidos                  | 2:13.25 | QA    |
| 2    | 4       | 5    | Brayden Taivassalo     | CAN Canadá                          | 2:13.40 | QA    |
| 3    | 2       | 2    | Roberto Bonilla        | EAI Equipe de Atletas Independentes | 2:14.83 | QA    |
| 4    | 2       | 5    | Andrés Bustamante      | MEX México                          | 2:14.96 | QA    |
| 5    | 3       | 2    | Xavier Ruiz            | PUR Porto Rico                      | 2:15.06 | QA    |
| 6    | 3       | 5    | Noah Nichols           | USA Estados Unidos                  | 2:16.05 | QA    |
| 7    | 3       | 3    | Raphael Windmuller     | BRA Brasil                          | 2:16.13 | QA    |
| 8    | 2       | 4    | James Dergousoff       | CAN Canadá                          | 2:16.14 | QA    |
| 9    | 4       | 2    | Tyler Christianson     | PAN Panamá                          | 2:1637  | QB    |
| 10   | 3       | 4    | Miguel de Lara Ojeda   | MEX México                          | 2:16.58 | QB    |
| 11   | 4       | 3    | Jorge Murillo          | COL Colômbia                        | 2:17.12 | WD    |
| 12   | 2       | 3    | Gabriel Morelli        | ARG Argentina                       | 2:17.31 | QB    |
| 13   | 3       | 6    | Mariano Lazzerini      | CHI Chile                           | 2:17.37 | QB    |
| 14   | 4       | 7    | Carlos Kossio          | MEX México                          | 2:17.77 | QB    |
| 15   | 4       | 1    | Vicente Villanueva     | CHI Chile                           | 2:18.47 | QB    |
| 16   | 3       | 1    | Eric Veit              | VEN Venezuela                       | 2:19.43 | QB    |
| 17   | 4       | 6    | Juan Bautista Carrocia | ARG Argentina                       | 2:21.36 | WD    |
| 18   | 4       | 8    | Emmanuel Gadson        | BAH Bahamas                         | 2:21.56 | QB    |
| 19   | 3       | 7    | Juan García            | COL Colômbia                        | 2:23.00 |       |
| 20   | 2       | 1    | Josue Domínguez        | DOM República Dominicana            | 2:24.53 |       |
| 21   | 2       | 7    | Adriel Sans            | ISV Ilhas Virgens Americanas        | 2:26.49 |       |
| 22   | 1       | 5    | Kito Campbell          | JAM Jamaica                         | 2:27.44 |       |
| 23   | 1       | 4    | Samuel Williamson      | BER Bermudas                        | 2:28.54 |       |
| 24   | 1       | 3    | Nector Segovia         | ESA El Salvador                     | 2:49.77 |       |
| –    | 2       | 6    | Julio Antonio Horrego  | HON Honduras                        | DNS     |       |

### Final B
A final B foi realizada em 23 de outubro.
| Pos. | Raia | Atleta               | Nacionalidade | Tempo   | Notas |
| ---- | ---- | -------------------- | ------------- | ------- | ----- |
| 9    | 5    | Miguel de Lara Ojeda | MEX México    | 2:13.22 |       |
| 10   | 4    | Tyler Christianson   | PAN Panamá    | 2:15.47 |       |
| 11   | 6    | Mariano Lazzerini    | CHI Chile     | 2:16.75 |       |
| 12   | 7    | Vicente Villanueva   | CHI Chile     | 2:17.06 |       |
| 13   | 3    | Gabriel Morelli      | ARG Argentina | 2:17.64 |       |
| 14   | 2    | Carlos Kossio        | MEX México    | 2:18.42 |       |
| 15   | 1    | Eric Veit            | VEN Venezuela | 2:20.51 |       |
| 16   | 8    | Emmanuel Gadson      | BAH Bahamas   | 2:21.35 |       |

### Final A
A final A foi realizada em 23 de outubro.
| Pos. | Raia | Atleta             | Nacionalidade                       | Tempo   | Notas |
| ---- | ---- | ------------------ | ----------------------------------- | ------- | ----- |
| 01 ! | 4    | Jacob Foster       | USA Estados Unidos                  | 2:10.71 |       |
| 02 ! | 5    | Brayden Taivassalo | CAN Canadá                          | 2:10.89 |       |
| 03 ! | 6    | Andrés Bustamante  | MEX México                          | 2:11.99 |       |
| 4    | 2    | Xavier Ruiz        | PUR Porto Rico                      | 2:14.03 |       |
| 5    | 7    | Noah Nichols       | USA Estados Unidos                  | 2:14.23 |       |
| 6    | 3    | Roberto Bonilla    | EAI Equipe de Atletas Independentes | 2:14.34 |       |
| 7    | 8    | James Dergousoff   | CAN Canadá                          | 2:15.67 |       |
| 8    | 1    | Raphael Windmuller | BRA Brasil                          | 2:15.85 |       |

Legenda
| Recorde mundial                  | Recorde mundial (World record)               |                       | Recorde africano                      | Recorde africano (African) |                                           | Q | Classificado por posição (Qualified) |
| Recorde dos Jogos Pan-Americanos | Recorde pan-americano (Pan-American record)  | Recorde da América    | Recorde da América (Americas)         | q                          | Classificado por melhor tempo (Qualified) |   |                                      |
| Melhor marca do ano              | Melhor marca do ano (World leading)          | Recorde asiático      | Recorde asiático (Asian)              | DNS                        | Não largou (Did not start)                |   |                                      |
| Recorde nacional                 | Recorde nacional (National record)           | Recorde europeu       | Recorde europeu (European)            | DNF                        | Não terminou (Did not finish)             |   |                                      |
| Recorde pessoal                  | Recorde pessoal do atleta (Personal best)    | Recorde da Oceania    | Recorde da Oceania (Oceania)          | DSQ / DQ                   | Desclassificado (Disqualified)            |   |                                      |
| Recorde da temporada             | Recorde da temporada do atleta (Season best) | Recorde sul-americano | Recorde sul-americano (South America) | NM                         | Sem marca (No mark)                       |   |                                      |